# 4147 Lennon
A 4147 Lennon (ideiglenes jelöléssel 1983 AY) a Naprendszer kisbolygóövében található aszteroida. Brian A. Skiff fedezte fel 1983. január 12-én.